# أنثرامين
الأنثرامين هو مركب عضوي له الصيغة الكيميائية C14H11N.